# Dharma i Greg
Dharma i Greg (ang. Dharma & Greg, 1997–2002) – amerykański serial telewizyjny nadawany przez stację ABC od 24 września 1997 roku do 30 kwietnia 2002 roku. W Polsce emitowany dawniej na kanałach Polsat i TV4. Obecnie nadawany jest na kanale Comedy Central od 7 kwietnia 2010 i od 14 stycznia 2011 Comedy Central Family.

## Opis fabuły
Serial opisuje perypetie Dharmy Finkelstein (Jenna Elfman) i Grega Montgomery (Thomas Gibson), którzy na pierwszy rzut oka nie pasują do siebie. Podczas pierwszego spotkania dowiadują się, że łączy ich coś więcej i postanowili zawrzeć małżeństwo. Odtąd życie Dharmy i Grega nabiera kolorów.

## Obsada
- Jenna Elfman jako Dharma Freedom Finkelstein Montgomery
- Thomas Gibson jako Gregory "Greg" Clifford Montgomery
- Susan Sullivan jako Katherine "Kitty Montgomery
- Mitch Ryan jako Edward Montgomery
- Mimi Kennedy jako Abigail Kathleen "Abby" O'Neil
- Alan Rachins jako Myron Lawrence "Larry" Finkelstein
- Shae D'Lyn jako Jane Deaux
- Joel Murray jako Peter James "Pete" Cavanaugh
- Susan Chuang jako Susan Wong
- Helen Greenburg jako Marcie